# オストヴァルト熟成

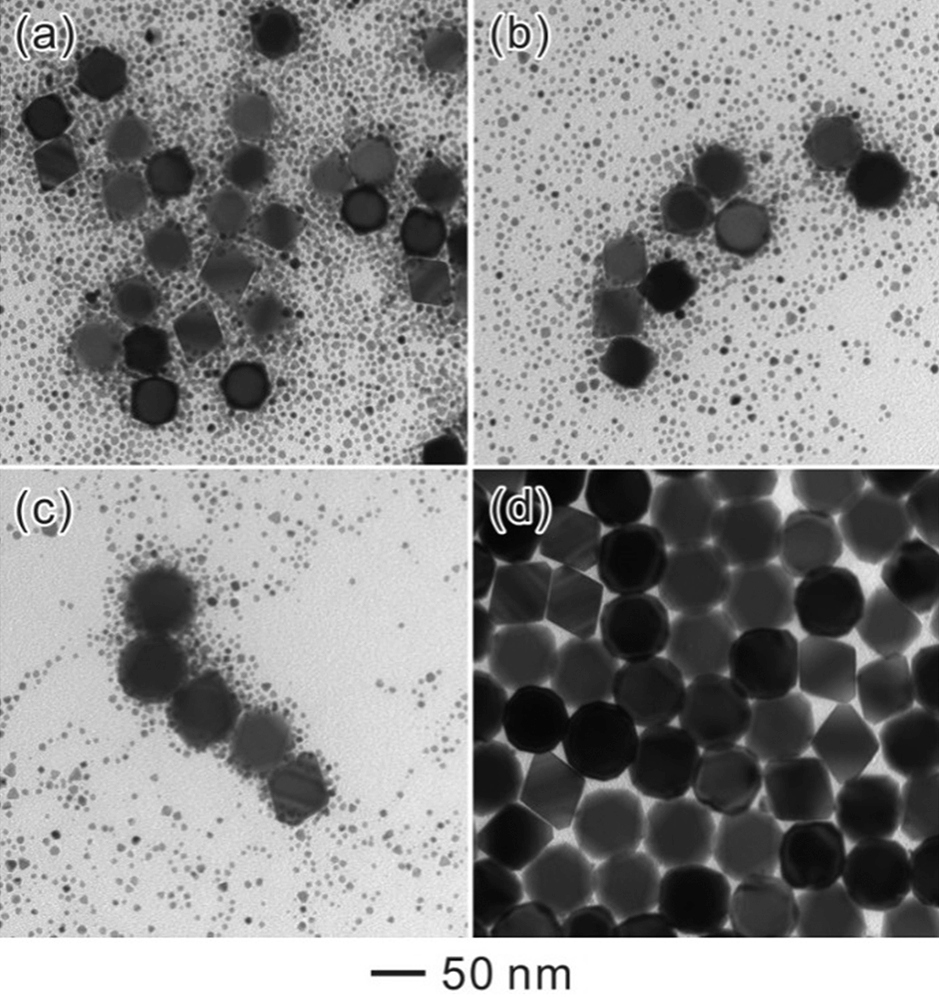
ホルムアルデヒドに溶解した Pdナノ粒子におけるオストヴァルト熟成、6 (a)・24 (b)・48 (c)・72時間後 (d)。微小なPd粒子が消費されるとともにより大きな粒子が成長する。

オストヴァルト熟成（Ostwald ripening、オストヴァルト成長 ともいう）とは、固体溶液または液状ゾルに観察される現象で、時間とともに不均一な構造が変化すること、つまり微小な結晶やゾル粒子が溶解し、より大きい結晶やゾル粒子に再沈着することである。
微小な結晶やゾル粒子の溶解とより大きい粒子への溶質の再沈着は、ヴィルヘルム・オストヴァルトにより1896年に初めて記載された。オストヴァルト熟成は一般に油中水エマルジョンで見られ、一方、水中油エマルジョンでは凝集が見られる。

## メカニズム
この過程は、大きな粒子が小さな粒子よりエネルギー的に有利なため、熱力学的に駆動されて自然に起こる。これは、粒子表面の分子は内部の分子に比べてエネルギー的に不安定であるという事実から生じる。

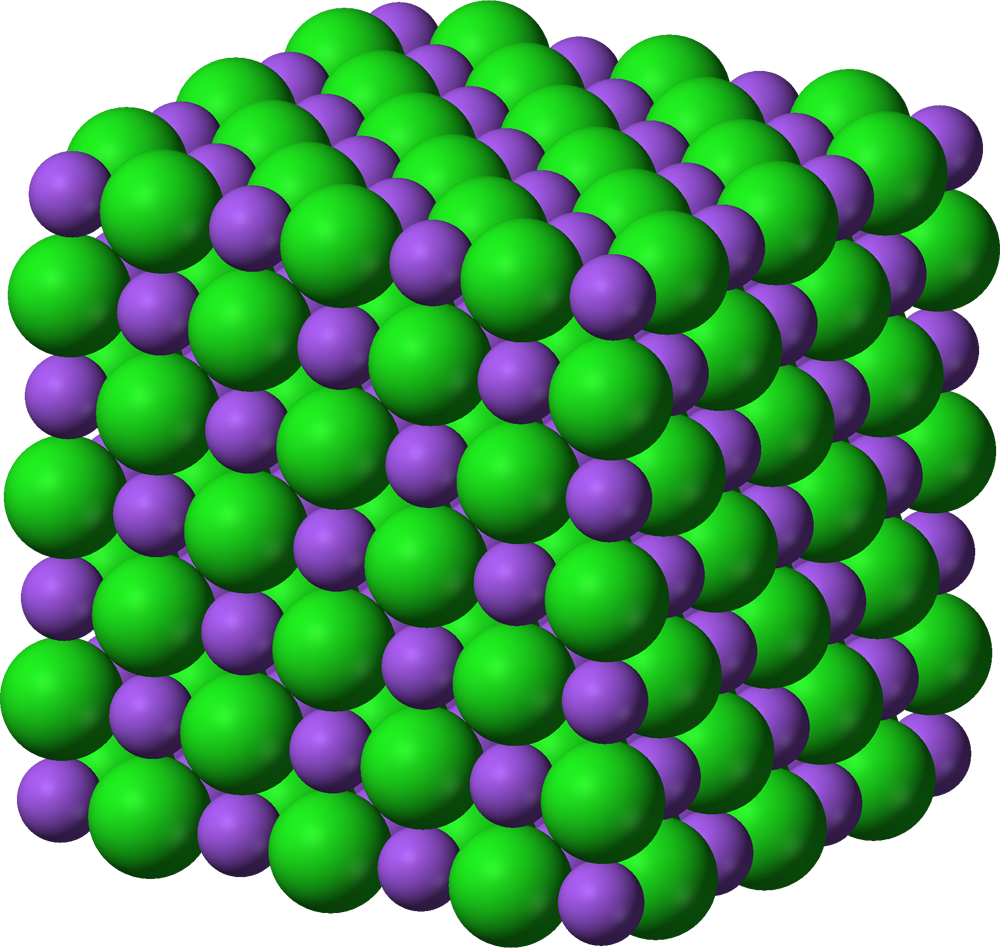
立方晶系結晶構造（塩化ナトリウム）

原子の立方晶系結晶を考えよう。内部の原子はすべて6個の隣接する原子に結合し完全に安定であるが、表面の原子は5個またはそれ以下の隣接する原子にしか結合していないから、表面の原子はより不安定である。この例によれば、大きい粒子は、6個の隣接原子に結合した原子の数は多く、不安定な表面にある原子の数は少ないので、よりエネルギー的に有利である。系がその全エネルギーを下げようとすれば、ケルビン方程式に従い、小さな粒子の表面にある分子（3、4、または5個の隣接分子としか結合せずエネルギー的に不利）は粒子から解離して液中に溶解する傾向がある。小さな粒子がすべてこうなると、それにより液中の遊離分子の濃度が増す。液中の遊離分子が過飽和になると、遊離分子はより大きい粒子の表面に濃縮される傾向が生じる。 従って、小さな粒子はすべて縮み、大きな粒子は成長して、平均サイズは増加する。時間が無限大に近づくと、全粒子が1つの巨大な球状粒子になって、全表面積が最小となる。
オストヴァルト熟成の量的モデル化の研究の歴史は長く、派生した研究も多い。1958年には、イリヤ・リフシッツ(Lifshitz)とSlyozovが、材料の 拡散が律速段階である場合のオストヴァルト熟成を数学的に検討した。彼らはまず溶液中で単一の粒子がどのように成長するかを記述した。この方程式は、小さな収縮する粒子と大きな成長する粒子との間に境界がある場合を記述する。彼らは最後に、粒子の平均半径⟨R⟩が次のように増すことを結論付けた:
{\displaystyle \langle R\rangle ^{3}-\langle R\rangle _{0}^{3}={\frac {8\gamma c_{\infty }v^{2}D}{9R_{g}T}}t}
ここで
| {\displaystyle \langle R\rangle } | = | 全粒子の平均半径                   |
| {\displaystyle \gamma }           | = | 粒子の表面張力または表面エネルギー |
| {\displaystyle c_{\infty }}       | = | 粒子材料の溶解度                   |
| {\displaystyle v}                 | = | 粒子材料の分子体積                 |
| {\displaystyle D}                 | = | 粒子材料の拡散係数                 |
| {\displaystyle R_{g}}             | = | 気体定数                           |
| {\displaystyle T}                 | = | 絶対温度                           |
| {\displaystyle t}                 | = | 時間                               |

ただし、量⟨R⟩3は⟨R3⟩とは違い、平均体積の計算には後者だけが使えること、そして⟨R⟩がt1/3に従うという主張は⟨R⟩0（ゼロである）に依存することに注意。しかし核形成は成長とは別の過程だから、⟨R⟩0は方程式の有効範囲外にあることとなる。⟨R⟩0の実際の値と無関係な文脈では、すべての項の意味を考慮するアプローチは、⟨R⟩0とtを消去するために、方程式の時間微分をとることになる。他のこのようなアプローチとしては、初期時間iが正の値をとるとして⟨R⟩0を⟨R⟩iに変える方法がある。
またリフシッツとSlyozovの解法には、粒径分布関数 f(R, t)の方程式が含まれる。簡単にするために粒子の半径を平均半径で割り、新しい変数ρ = R(⟨R⟩)−1を導入する。
{\displaystyle f(R,t)={\frac {4}{9}}\rho ^{2}\left({\frac {3}{3+\rho }}\right)^{\frac {7}{3}}\left({\frac {1.5}{1.5-\rho }}\right)^{\frac {11}{3}}\exp \left(-{\frac {1.5}{1.5-\rho }}\right),\rho <1.5}
リフシッツとSlyozovがその発見を公にした（ロシア語、1958年）3年後に、Carl Wagnerはオストヴァルト熟成についての独自の数学的検討を行い、拡散が遅い系、それに粒子表面での着脱が遅い系の両方を調べた。 計算とアプローチは異なるものの、WagnerもリフシッツとSlyozovの拡散律速系と同じ結論に至った。これらの解法は重複するものだが、2報の論文は1961年当時の鉄のカーテンの反対側で公にされたため、何年も気付かれなかった。1975年に初めて、Kahlweitがこれらの理論は同じであることを指摘し、これらをオストヴァルト熟成の「Lifshitz-Slyozov-Wagner理論」（LSW理論）としてまとめた。多くの実験やシミュレーションにより、LSW理論は頑健で正確なことが示された。スピノーダル分解を受けるいくつかの系でさえ、成長の初期段階後には量的にLSW理論に従うことが示されている。
Wagnerは、分子の着脱が拡散より遅い場合に 、成長速度は次のようになることを導いた。
{\displaystyle \langle R\rangle ^{2}={\frac {64\gamma c_{\infty }v^{2}k_{s}}{81R_{g}T}}t}
ここでksは沈着の反応速度定数で、時間当たり長さの単位をもつ。平均半径は普通実験的に測定できるから、系が拡散律速の方程式、沈着律速の方程式のいずれに従うかを言うのはかなり簡単である。実験データがどちらの方程式にも従わなかったら、他のメカニズムが働いていてオストヴァルト熟成が起こっていない可能性が高い。
LSW理論やオストヴァルト熟成では流体中での固体の熟成が意図されていたが、オストヴァルト熟成は液液系、例えば水中油乳化重合でも見られる。この場合、オストヴァルト熟成は、小さい液滴から大きい液滴へのモノマー（つまり個別の分子や原子）の拡散を引き起こす。これは、大きいモノマー液滴中の単一のモノマー分子の方が溶解度が大きいためである。この拡散過程の速度は、エマルジョンの連続（水）相中でのモノマーの溶解度に関係している。これは（例えばクリーミングや沈殿により）エマルジョンの不安定化につながり得る。

## 特殊な例

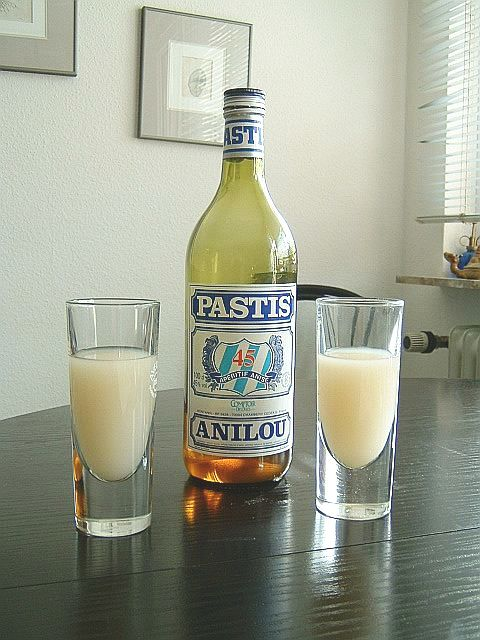
水と混ぜたパスティス中の油滴はオストヴァルト熟成により成長する。

オストヴァルト熟成の日常見かける例には、アイスクリーム中での水の結晶化がある。このせいで古いアイスクリームはザラザラ、ガリガリした食感となる。アイスクリーム中で大きい氷の結晶は小さいそれを消費して成長し、より粗い食感をもたらす。
ガストロノミーに関するもうひとつの例はウーゾ効果で、濁ったマイクロエマルジョン中の油滴がオストヴァルト熟成により成長する。
地質学では、岩石組織の粗大化、老化、あるいは斑晶と固相線以下の温度での固体岩石中の結晶の成長がある。正長石巨晶の形成過程については、核形成からの結晶成長と成長速度の熱化学的限界を支配する物理過程ではなく、以上の現象が原因であるともされる。
化学で、オストヴァルト熟成という用語は、大型結晶より高い溶解度をもつ小型結晶から大型結晶が成長することを指す。この過程では、初期に形成された多くの小型結晶が徐々に消失する一方、少数の結晶は小型結晶を消費して大きく成長して残る。つまり小型結晶は大型結晶が成長するための燃料として働く。現代の技術では、量子ドットの溶液合成で、オストヴァルト熟成を制限することが基本となる。オストヴァルト熟成はまた、沈殿物の消化digestion|digestionにおける中心的な過程である。これは質量分析における重要な工程である。消化された沈殿物は消化されることで一般に高純度となり、洗浄と濾過が容易になる。
オストヴァルト熟成はエマルション系でも起こり、小さい油滴から出た分子が連続相を通って大きい油滴へと拡散する。ミニエマルションが必要ならば、極端に疎水的な化合物を加えてこの過程を妨げればよい。
大気中の液体水からなる雲で、小さい水滴が消費されて大きい水滴が拡散成長する現象も、オストヴァルト熟成として特徴付けられる。